# Wachtang Kipiani

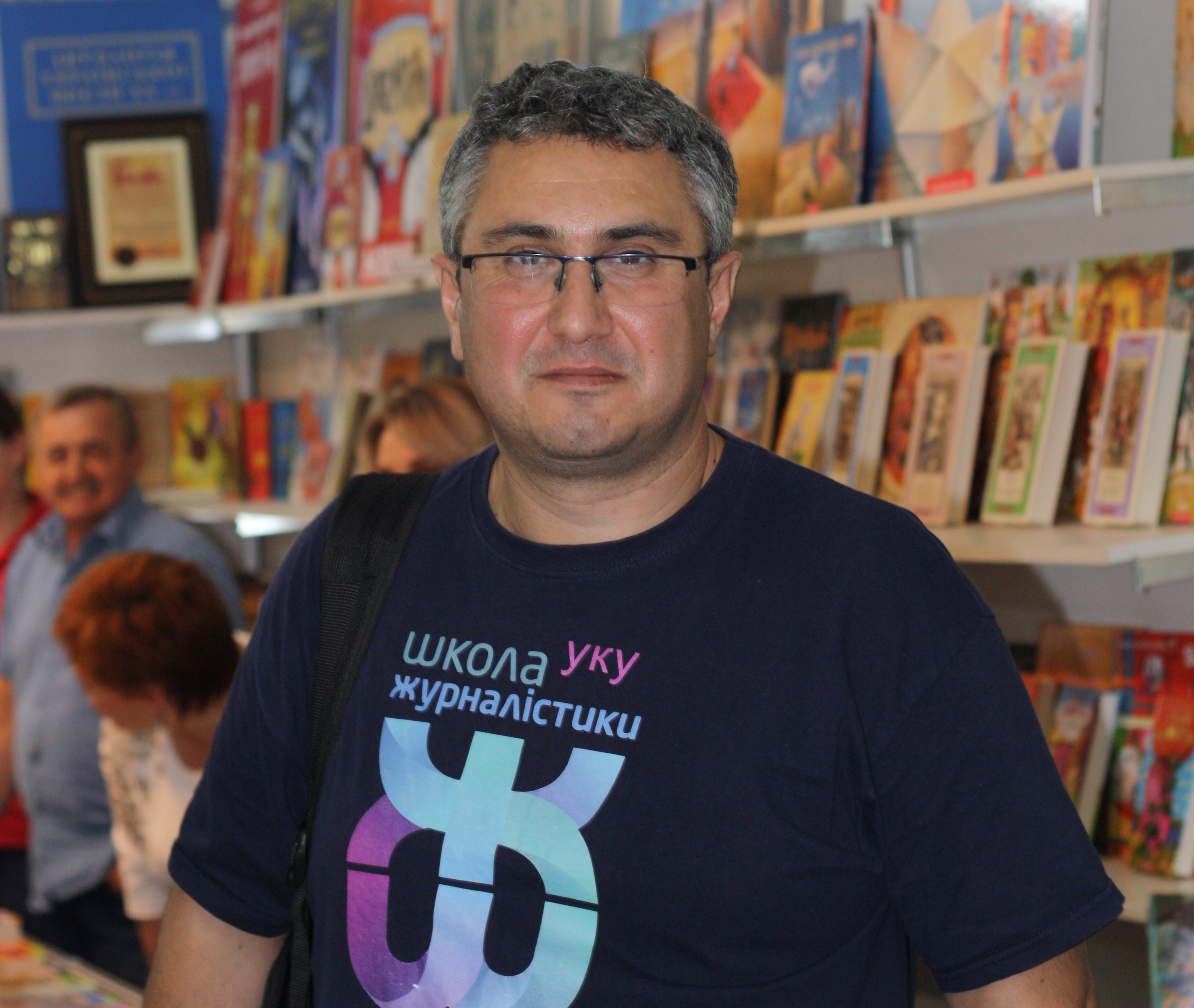
Wachtang Kipiani, 2017

Wachtang Kipiani (georgisch ვახტანგ ყიფიანი, ukrainisch Вахта́нг Теймура́зович Кіпіа́ні; * 1. April 1971 in Tiflis) ist ein ukrainischer Journalist, Publizist, Schriftsteller und Historiker georgischer Herkunft.

## Leben und Wirken
Wachtang Kipiani verbrachte seine frühe Kindheit in Noworossijsk. Als er fast zehn Jahre alt war, zog die Familie in die Ukraine. Er schloss sein Studium an der Fakultät für Geschichte der W.-O.-Suchomlynskyj-Universität Mykolajiw ab. Während dieser Zeit lernte er die ukrainische Sprache.  Im Jahr 1990 nahm Kipiani an der Revolution auf Granit in der Ukraine teil.
Wachtang Kipiani ist der Chefredakteur der Online-Publikation Istorychna Pravda und Dozent für Journalismus an der Ukrainischen Katholischen Universität. Seit 1984 sammelt der Historiker Zeitungen und Wahlmaterialien. Im Jahr 2005 gründete Wachtang Kipiani Museumsarchiv der Presse auf der Basis seiner Privatsammlung.
Im Jahr 2019 wurde das Buch Die Akte Wassyl Stus. Sammlung von Dokumenten aus dem Archiv des ehemaligen KGB von Wachtang Kipiani veröffentlicht. Es basiert auf Materialien aus dem Strafverfahren gegen den ukrainischen Dichter Wassyl Stus, der wegen seiner Werke und oppositionellen Aktivitäten verurteilt wurde. Das Buch wurde über 100 000 Mal verkauft, was einen Rekord für ein Sachbuch in ukrainischer Sprache darstellt.
Nach dem russischen Überfall auf die Ukraine schloss sich Kipiani den territorialen Verteidigungseinheiten der ukrainischen Streitkräfte an.

## Werke
- Dissidenten [Дисиденти]. Vivat, Charkiw 2021 ISBN 978-966-942-843-1
  - Ukrainische Dissidenten unter der Sowjetmacht : Im Kampf um Wahrheit und Freiheit. Aus dem Ukrainischen übersetzt von Christian Weise. ibidem, Stuttgart 2024 ISBN 978-3-8382-1890-8. (das Buch wurde in die Liste der 100 Bücher, die helfen, die Ukraine zu verstehen, aufgenommen[6])
- Krajina schinotschoho rodu. Vivat, Charkiw 2021, ISBN 978-966-982-420-2 (als Herausgeber)
  - Ein Land weiblichen Geschlechts: Ukrainische Frauenschicksale im 20. und 21. Jahrhundert. Aus dem Ukrainischen übersetzt von Christian Weise. ibidem, Stuttgart 2024 ISBN 978-3-8382-1891-5. (das Buch wurde in die Liste der 100 Bücher, die helfen, die Ukraine zu verstehen, aufgenommen)
- Die Akte Wassyl Stus. Sammlung von Dokumenten aus dem Archiv des ehemaligen KGB [Справа Василя Стуса. Збірка документів з архіву колишнього КДБ УРСР]. Vivat, Charkiw 2019, ISBN 978-966-942-927-8 (ukrainisch)
- Druha svitova: neprydumani istoriï. Vivat, Charkiw 2018 ISBN 978-966-942-681-9
  - Der Zweite Weltkrieg in der Ukraine. Geschichte und Lebensgeschichten. ibidem Press, Stuttgart 2021 ISBN 978-3-8382-1622-5  (Aus dem Ukrainischen übersetzt von Margarita Grinko)
  - World War II, uncontrived and unredacted: testimonies from Ukraine  / Vakhtang Kipiani (ed.); translated by Zenia Tompkins and Daisy Gibbons. ibidem, Stuttgart 2021 ISBN 978-3-8382-1621-8
- Wijna dwoch prawd. Poljaky ta ukrajinzi u krywawomu 20 stolitti. Vivat, Charkiw 2017, ISBN 978-617-690-940-8 (ukrainisch)
- Srodylys my welykoji hodyny. Vivat, Charkiw 2016, ISBN 978-617-690-726-8 (ukrainisch)

Essays in Sammelbänden:
- Der dritte Mord an Wassyl Stus. in: Ganna Gnedkova (Hrsg.): Ukraine mon amour: Stimmen einer freien Nation. Passagen, Wien 2023, ISBN 978-3-7092-0533-4 S. 137–146 (Aus dem Ukrainischen übersetzt von Lukas Joura)